# Palazzo Sclafani

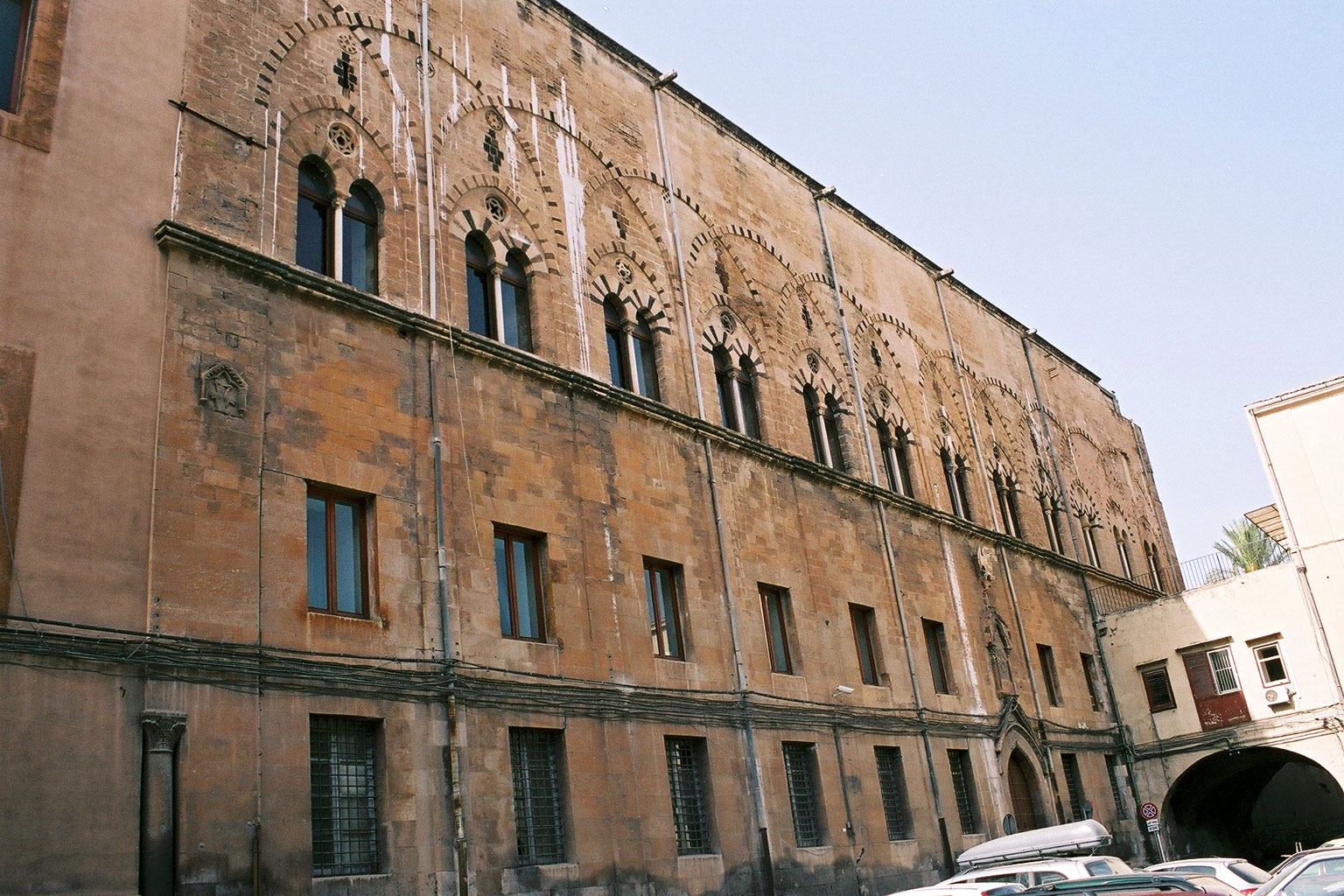
Südfassade

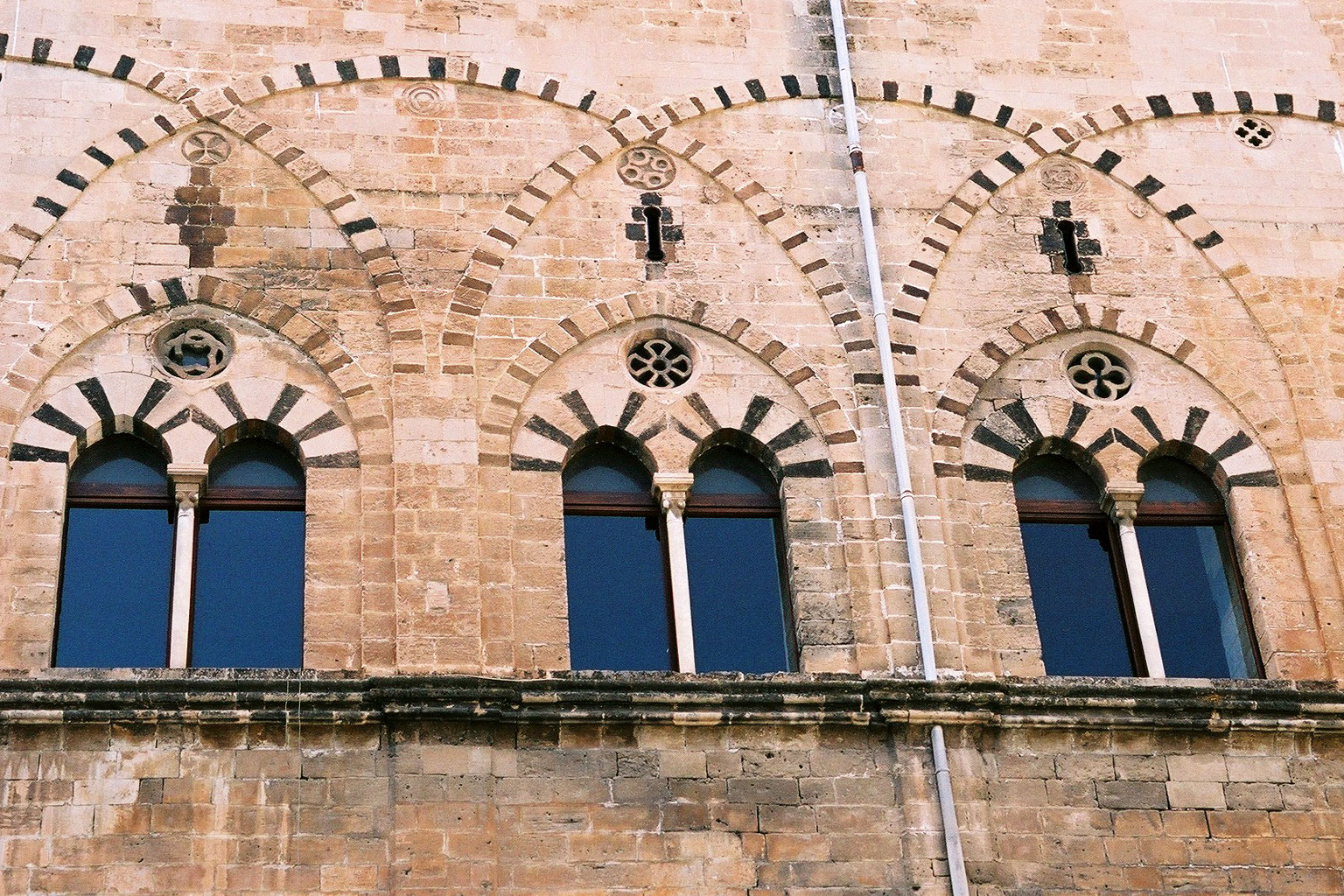
Fenster im Obergeschoss

Der Palazzo Sclafani ist ein Palast in Palermo. Er liegt südlich der 
Kathedrale an der Parkanlage „Villa Bonanno“ bei der Piazza della Vittoria. 
Der Palast wurde 1330 von Matteo Sclafani in Auftrag gegeben und laut einer nicht mehr erhaltenen Tafel an der Ostfassade noch im selben Jahr fertiggestellt, was jedoch zweifelhaft ist. Sclafani wollte damit seinen Schwager Manfredi Chiaramonte demütigen, der zur Errichtung seines Palazzo Chiaramonte mehrere Jahrzehnte brauchte.  Ab 1435 diente der Palast als Bürgerspital, ab 1852 als Kaserne. Heute befindet sich darin die Militärkommandantur.
Auf der Außenseite ist nur die Südfassade in ihrem ursprünglichen Aussehen erhalten, die anderen Fassaden wurden stark verändert. In der Südfassade befindet sich auch ein prächtiges Portal, über dem die Wappen der Familie Sclafani, Palermos, Siziliens und des Hauses Aragon dargestellt sind. Der gotische Baustil ist mit arabischen und normannischen Stilelementen gemischt. Als Schmuck der Fassade dienen Intarsien aus Stein und sich kreuzende Blendarkaden über den zweigeteilten Fenstern.
Der Innenhof hat im Erdgeschoss einen Bogengang und im Obergeschoss eine Loggia. An einer Wand des Arkadenhofs war ursprünglich das Fresko Triumph des Todes angebracht, das jetzt in der Galleria Regionale della Sicilia im Palazzo Abatellis ausgestellt ist.